# Les Villards-sur-Thônes
Les Villards-sur-Thônes là một xã trong tỉnh Haute-Savoie thuộc vùng Auvergne-Rhône-Alpes đông nam Pháp.